# 2006 في السويد
فيما يلي قوائم الأحداث التي وقعت خلال عام 2006 في السويد.

## سياسة

### تعيين في المنصب
- 1 يناير – إبراهيم بايلان عضو البرلمان السويدي [الإنجليزية]‏.
- 1 يناير – محمد قبلان عضو البرلمان السويدي [الإنجليزية]‏.
- 6 أكتوبر – توبياس بلسترم Minister for Migration (Sweden) [الإنجليزية]‏.
- 6 أكتوبر – فريدريك رينفلت رئيس وزراء السويد.

### انتهاء فترة المنصب
- 6 أكتوبر – إبراهيم بايلان وزير التعليم والعلم [الإنجليزية]‏.
- 6 أكتوبر – جوران بيرسون رئيس وزراء السويد.
- 6 أكتوبر – فريدريك رينفلت Leader of the Opposition ‏.

## أفلام
من الأفلام التي صدرت هذه السنة في السويد:
- 1 يناير – غوانتانامو: القواعد الجديدة للحرب من إخراج طارق صالح، إريك جانديني.
- 24 فبراير – بعد الزفاف من إخراج سوزان بيير.

### يوليو
- 5 يوليو – غيرت فريدريكسون (مواليد 1919) كاياكير سويدي.

### أغسطس
- 30 أغسطس – كينت أندرسون (مواليد 1942) متسابق دراجات نارية سويدي.

### ديسمبر
- 25 ديسمبر – سفين ليندبرغ (مواليد 1918)